# Stylidium javanicum
Stylidium javanicum är en tvåhjärtbladig växtart som beskrevs av V. Sloot. Stylidium javanicum ingår i släktet Stylidium och familjen Stylidiaceae. Inga underarter finns listade i Catalogue of Life.